# Lev Gorn
Lev Gorn (Stavropol, 1971), geboren als Lev Gorens, is een in Rusland geboren Amerikaans acteur.

## Filmografie

### Films
Uitgezonderd korte films.
- 2024 Nobody Wants to Shoot a Woman - als John
- 2022 Love and Communication - als Silverman
- 2021 The Expat - als Nick
- 2021 Payback - als Alexander Pushka
- 2019 Lingua Franca - als Murray
- 2018 This Teacher - als ??
- 2016 Café Society - als Eddie
- 2016 Ace the Case - als chirurg
- 2014 Pawn Sacrifice - als Russische nieuwslezer
- 2014 Vkus Ameriki - als Berman
- 2013 Last I Heard – als Dominic Salerno jr.
- 2012 Blue Collar Boys – als Ira
- 2010 Bronx Paradise – als Manny
- 2008 Manhattanites – als Blake Whitney
- 2007 Padre Nuestro – als Rough-Shave
- 2006 Vettaiyaadu Vilaiyaadu - als Anderson
- 2005 Straight Forward – als Ward Cardova
- 2005 Unbridled – als Alexi
- 2004 Keane – als drugsdealer
- 2003 Sucker Punch – als Ivan
- 1999 Crimson Nights – als Burt

### Televisieseries
Uitgezonderd eenmalige gastrollen.
- 2023-2024 Power Book III: Raising Kanan - als rechercheur Arthur Ogden - 6 afl.
- 2022-2023 For All Mankind - als Grigory Kuznetsov - 10 afl.
- 2019 The Enemy Within - als Mikhail Tal - 5 afl.
- 2018 Maniac - als Sokolov - 3 afl.
- 2013-2018 The Americans – als Arkady Ivanovich – 51 afl.
- 2014-2016 NCIS - als Anton Pavlenko - 4 afl.
- 2015 Madam Secretary - als Oekraïense president Mikhail Bozek - 3 afl.
- 2010 Trenches – als kapelaan Traina – 10 afl.
- 2007-2008 Street Fighter: The Later Years – als Ken Masters – 5 afl.
- 2006 Brotherhood – als Pravsha Pishenkov – 2 afl.
- 2006 As the World Turns – als Anatoly – 6 afl.
- 2003 The Wire – als Eton Ben-Eleazer – 6 afl.

### Computerspellen
- 2023 Call of Duty: Modern Warfare III - als Ivan Alexxeve
- 2008 Grand Theft Auto IV - als Ivan Bytchkov

- Library of Congress Control Number: no2016018639
- Système universitaire de documentation: 253730074
- Virtual International Authority File: 585145858075423021988
- WorldCat: E39PBJhXdgdR3VY4rrmFv48grq